# Antonia Zegers
Antonia Zegers Oportot (Santiago, 29 de juny de 1972) és una actriu xilena de teatre, cinema i televisió. Compta amb una àmplia carrera en cinema, amb participacions en algunes de les pel·lícules més guardonades del cinema xilè com ara Tony Manero (2008), Post mortem (2010), La vida de los peces (2010), No (2012), El club (2015), i Una mujer fantástica (2017), guanyadora de l'Oscar a la millor pel·lícula de parla no anglesa.

## Biografia
Filla del destacat ginecòleg Fernando Zegers Hochschild i de Mónica Oportot Salbach, una aventurera fotògrafa budista. Va estudiar en el col·legi Saint George's i posteriorment va ingressar a l'Escola de Teatre de Gustavo Meza, actual Teatre Imatge. Té una germana menor, Emilia.
Ha realitzat la seva carrera a la Televisión Nacional de Chile en telenovel·les com Iorana, La fiera, Romané, Pampa ilusión, El Circo de las Montini, Puertas adentro, Los Pincheira, Amor por accidente entre d'altres.
En cinema, Antonia Zegers va debutar en 1995, en la pel·lícula de Christine Lucas En tu casa a las ocho. Des de llavors ha participat en una dotzena de cintes, entre elles, en gairebé totes les de Pablo Larraín i també en les d'alguns altres coneguts directors xilens, com Matías Bize o Marialy Rivas.
Entre les obres de teatre en les quals ha actuat destaquen Provincia Kapital, Pecados, Madre, Numancia y Fin del eclipse.

## Vida personal
Va ser esposa de l'actor Ricardo Fernández durant poc més de tres anys, a principis dels 2000.
Va conèixer al director de cinema Pablo Larraín en 2006, i al desembre d'aquest any es van casar; estan separats des de finals de 2014. La parella té dos fills: Juana i Pascual.
Zegers assegura que des de petita volia ser actriu, que té "molt bona veu" però que li "costa cantar", que el seu "barri favorit és Ñuñoa", que li agrada cuinar, és vegetariana però menja peix, que no veu televisió perquè sent que en ella "falta diversitat", i que el seu "plaer culpable és el sauna".

## Filmografia

### Cinema
| Any  | Títol                         | Paper              | Director                         |
| ---- | ----------------------------- | ------------------ | -------------------------------- |
| 1995 | En tu casa a las 8            | Antonieta          | Christine Lucas                  |
| 1999 | Equipado con caja automática  | Romina             | Gonzalo San Martín               |
| 1999 | María Luisa en la niebla      | Rosario "Chayo"    | Leo Kocking                      |
| 2000 | Smog                          | Esmeralda          | Sebastián Campos i Marialy Rivas |
| 2002 | Fragmentos urbanos            | Antonia            | -                                |
| 2003 | Sábado                        | Antonia            | Matías Bize                      |
| 2007 | Pecados, confesiones de mujer | Soberbia           | Martín Rodríguez                 |
| 2008 | Tony Manero                   | Productora         | Pablo Larraín                    |
| 2010 | La vida de los peces          | Mariana            | Matías Bize                      |
| 2010 | Post mortem                   | Nancy Puelma       | Pablo Larraín                    |
| 2012 | No                            | Verónica Carvajal  | Pablo Larraín                    |
| 2013 | Barrio Universitario          | Señora Aristizábal | Esteban Vidal                    |
| 2015 | El club                       | Madre Mónica       | Pablo Larraín                    |
| 2015 | La memoria del agua           | Ágatha             | Matías Bize                      |
| 2016 | Sin filtro                    | Cuica              | Nicolás López                    |
| 2016 | Nunca vas a estar solo        | Ana                | Alex Anwandter                   |
| 2017 | Una mujer fantástica          | Alessandra         | Sebastián Lelio                  |
| 2018 | No estoy loca                 | Silvia             | Nicolás López                    |
| 2018 | Los perros                    | Mariana            | Marcela Said                     |
| 2018 | Tarde para morir joven        |                    | Dominga Sotomayor                |
| 2018 | The Sutherland School         | Giovanna Marull    | Iñaki Velasquez                  |
| 2020 | Perra vida                    |                    | Felipe Braun                     |
| 2022 | 1976                          | Raquel             | Manuela Martelli                 |
| 2022 | Mensajes privados             |                    | Matías Bize                      |
| 2022 | El castigo                    | Ana                | Matías Bize                      |

### Televisió
| Any       | Títol                           | Papet                         | Notes                         |
| --------- | ------------------------------- | ----------------------------- | ----------------------------- |
| 1997      | Eclipse de luna                 | Verónica Aliaga               | Repartiment                   |
| 1998      | Iorana                          | Margareth Olivares            | Repartiment                   |
| 1998      | Sucupira, la comedia            | Leticia Fuentes               | 1 episodi                     |
| 1999      | La Fiera                        | Claudia Ruiz                  | Repartiment                   |
| 2000      | Romané                          | María Jacobé Antich           | Paper co-principal            |
| 2001      | Pampa Ilusión                   | Carmen Montes                 | Repartiment                   |
| 2002      | El circo de las Montini         | Sirena Montoya                | Repartiment                   |
| 2003      | Puertas adentro                 | Jocelyn Mardones              | Repartiment                   |
| 2003      | La vida es una lotería          | Paulina                       | Episodi: Un hombre de familia |
| 2004      | Los Pincheira                   | Asunción del Solar            | Antagonista                   |
| 2004      | Tiempo final: En tiempo real    | Mariana                       | Episodi: La despedida         |
| 2005      | Los Capo                        | Silvana Capo                  | Paper co-principal            |
| 2006      | Entre Medias                    | Fernanda Montes               | Paper principal               |
| 2007      | Alguien te mira                 | Daniela Franco                | 16 episodis                   |
| 2007      | Amor por accidente              | Estela del Bosque             | Repartiment                   |
| 2009      | Sin Anestesia                   | Laura Santana                 | Repartiment                   |
| 2011      | 12 días que estremecieron Chile | Norma                         | Episodi: Inocencia asesinada  |
| 2011-2013 | Prófugos                        | Macarena Munita               | Antagonista                   |
| 2012      | Cobre                           | Vicenta Rodríguez             | Repartiment                   |
| 2012      | Amar y morir en Chile           | Cecilia Magni "La Comandante" | Paper principal               |
| 2013-2014 | Secretos en el jardín           | Magdalena Villanueva          | Antagonista                   |
| 2014      | El hombre de tu vida            | Romina                        | 1 episodi                     |
| 2015      | La Poseída                      | Asunción Mackenna             | Paper co-principal            |
| 2016      | Pobre Gallo                     | Florencia Achondo             | Antagonista                   |
| 2019      | Amar a morir                    | María Paz "Pachi" Palacios    | Papel principal               |
| 2020-2022 | La Jauría                       | Olivia Fernández              | Paper principal               |
| 2020      | Dignidad                        | Pamela Rodríguez              | Paper principal               |

### Programes
- Revólver (1997, TVN) - Conductora
- Cumbres del mundo (2007, TVN) - Conductora
- Dudo (2013, Canal 13C) - Invitada

## Teatre
- Osorno 1897. Murmuraciones acerca de la muerte de un juez, dir.: Gustavo Meza, 1996
- Narciso y Goldmundo, 1997
- NN2910, com Catalina Praderio; dir.: Rodrigo Achondo, compañía Anderblú, octubre de 2000[6]
- Provincia Kapital, dir.: Rodrigo Pérez (adaptació de Aufstieg und Fall der Stadt Mahagonny, de Bertolt Brecht), Centro Cultural Matucana 100, 16.07-12.09.2004[7]
- Pecados
- Numancia (2005), adaptació feta per Alexis Moreno d'El cerco de Numancia, de Miguel de Cervantes[8]
- Madre (2006), adaptació de La Mare Coratge i els seus fills de Bertolt Brecht; dir: Rodrigo Pérez[9]
- Fin del eclipse, 2007
- Cinema Uttopia (1985), com Estela; dir. i autor: Ramón Griffero, 2010[10]
- La muerte y la doncella (1990), d'Ariel Dorfman; dir.: Moira Miller, Sala Antonio Varas, 23.09-22.10,2011; 15.03-28.04.2012; 08-12.01.2013[11]
- Velorio chileno, de Sergio Vodanovic, dir.: Cristián Plana, Sala Universidad Mayor 11.05-16.06.2012
- Aquí están de Claudia di Girólamo, dir.: Claudia di Girólamo i Rodrigo Pérez, Museo de la Memoria, 2013
- Tío Vania d'Anton Txékhov, dir.: Álvaro Viguera, 2017

## Podcast
- Caso 63: Lo que viene después de la pandemia (Spotify, 2020) - Dra. Elisa Aldunate

## Vídeos musicals
| Any  | Títol        | Artista | Direcció          |
| ---- | ------------ | ------- | ----------------- |
| 2017 | Hablar de ti | Gepe    | Dominga Sotomayor |

## Premios i nominacions
| Any  | Premi                                                            | Categoria                                  | Obra                    | Resultat   |
| ---- | ---------------------------------------------------------------- | ------------------------------------------ | ----------------------- | ---------- |
| 2010 | Festival Internacional del Nou Cinema Llatinoamericà de l'Havana | Millor actriu                              | Post mortem             | Guanyadora |
| 2010 | Festival de Cinema d'Antofagasta                                 | Millor actriu                              | Post mortem             | Guanyadora |
| 2011 | Premis Altazor                                                   | Millor actriu - Cinema                     | Post mortem             | Nominada   |
| 2011 | Premis Pedro Sienna                                              | Millor Interpretació Protagonista Femenina | Post mortem             | Nominada   |
| 2011 | Premis Pedro Sienna                                              | Millor Interpretació Secundària Femenina   | La vida de los peces    | Nominada   |
| 2012 | Premis Altazor                                                   | Millor actriu - Teatre                     | La muerte y la doncella | Nominada   |
| 2014 | Premis Altazor                                                   | Millor actriu - Televisió                  | Secretos en el jardín   | Nominada   |
| 2015 | Premis Fenix                                                     | Millor actriu                              | El Club                 | Nominada   |
| 2015 | Festival Internacional de Cinema de Chicago                      | Millor repartiment                         | El Club                 | Guanyadora |
| 2016 | Premis Caleuche                                                  | Millor actriu de Repartiment - Cinema      | El Club                 | Guanyadora |
| 2016 | Premis Platino                                                   | Millor Interpretació Femenina              | El Club                 | Nominada   |
| 2016 | Premis Pedro Sienna                                              | Millor interpretació Secundària Femenina   | El Club                 | Guanyadora |
| 2017 | Festival Internacional de Cinema d'Estocolm                      | Millor actriu                              | Los perros              | Guanyadora |
| 2017 | Premi Iberoamericà de Cinema Fénix                               | Millor actriu                              | Los perros              | Nominada   |
| 2018 | Premis Platino                                                   | Millor interpretació Femenina              | Los perros              | Nominada   |
| 2018 | Festival Internacional de Cinema de les Altures                  | Millor actuació protagonista femenina      | Los perros              | Guanyadora |
| 2020 | Premis Produ                                                     | Millor actriu principal                    | La jauría               | Nominada   |